# Claoxylopsis andapensis
Claoxylopsis andapensis là một loài thực vật có hoa trong họ Đại kích. Loài này được Radcl.-Sm. mô tả khoa học đầu tiên năm 1988.